# I лонга
ꟾ (I лонга) — эпиграфический высокий вариант латинской заглавной буквы I, обозначавший звук [iː] в латинском языке. Таким образом, буква использовалась вместо буквы с апексом (акутом), стоявшим над другими буквами, обозначавшими гласные (Á É Ó V́). В принятом сегодня написании вместо ꟾ используется графема Ī, аналогично буквам с апексом, которые передаются как Ā, Ē, Ō и Ū соответственно. Иногда, например, в слове ꟾN, по неизвестной причине буква использовалась нетрадиционно. Это может быть связано с неграмотностью, спешкой, особенностями произношения и пр. Буква впервые была зафиксированна в I веке до н. э.

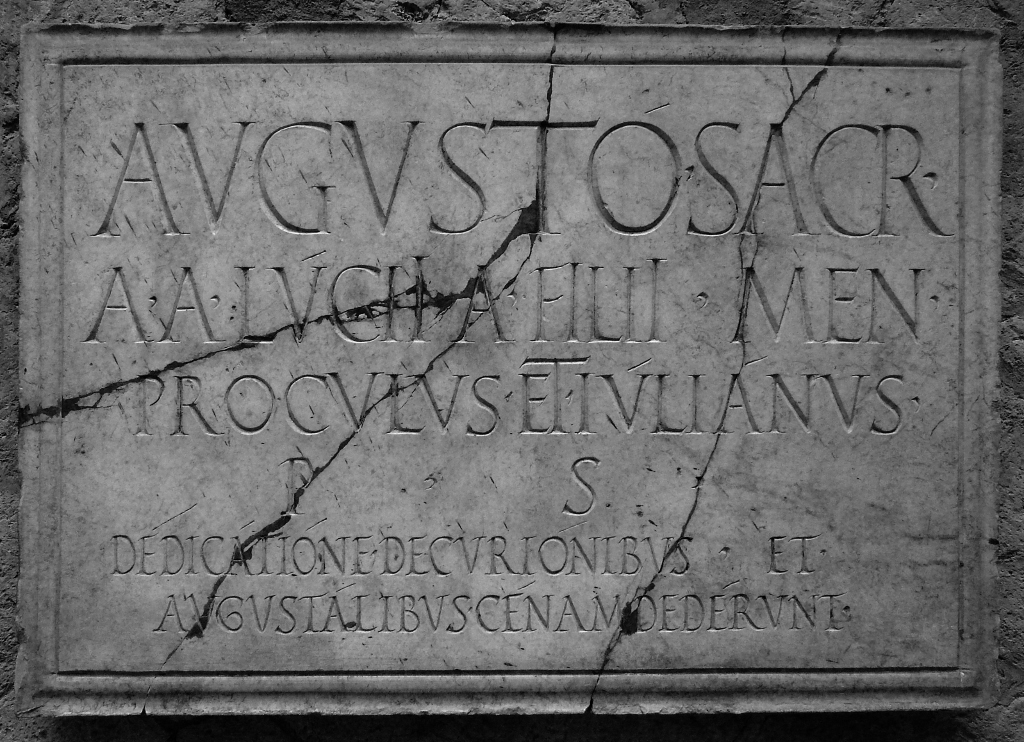
Надпись AVGVSTÓ SACR(VM) / AA(VLI) LV́CIꟾ A(VLI) FꟾLIꟾ MEN(ENIA) / PROCVLVS ET IV́LIÁNVS / P(ECVNIA) S(VA) / DÉDICÁTIÓNE DECVRIÓNIBUS ET / AVGUSTÁLIBUS CÉNAM DEDÉRUNT, в которой I лонга присутствует в словах LV́CIꟾ и FꟾLIꟾ

## Кодировка
Буква была включена в Юникод в версии 5.1, вышедшей в 2008 году, и находится в блоке Расширенная латиница — D (англ. Latin Extended-D).